# Lucie Rogues
Lucie Rogues, née le 19 janvier 1871 à Metz et morte le 14 mars 1965 à Saint-Denis, est une peintre.

## Biographie
En 1896, elle expose au Salon à Paris « un “Portrait de Mlle Blanche P…” » au pastel.
En 1901, elle expose au Salon à Paris « un portrait de jeune fille ravissant ».
En 1902, elle expose au Salon à Paris des « aimables portraits du Petit Paul, et de Mlle Renée C… ».
En 1904, elle expose au Salon à Paris « Pax et Hilda, miraculeusement sereines ».
En 1913, elle est « maîtresse de dessin de 2e classe à la maison d’éducation de Saint-Denis » et rejoint les « officiers d’académie ».
En 1927, elle expose au Salon à Paris « un portrait ».
En 1931, elle expose au Salon à Paris « un beau portrait » au pastel.
En 1933, elle expose au Salon à Paris, « salle 29, [un] charmant visage aux cheveux blonds ressortant d’une élégante fourrure grise assortie à la toilette, c'est le portrait de Mme C. M. ». Le journaliste de L'Est républicain note « Les portraits au pastel de Mlle Lucie Rogues sont de plus en plus heureux ».
En 1933, elle perçoit une pension de « 21 500 fr[ancs] » pour « 43 ans de service » comme « dame adjointe de 1re classe à la maison d’éducation de Saint-Denis ».